# Trichocereeae
Trichocereeae är en tribus inom underfamiljen Cactoideae och familjen kaktusväxter. Trichocereeae innehåller främst släkten som förekommer i Sydamerika.

## Släkten
Bergkaktusar (Oreocereus)
Dimkaktusar (Pygmaeocereus)
Klotkaktusar (Gymnocalycium)
Kranskaktusar (Rebutia)
Rävsvanskaktusar (Denmoza)
Rörkaktusar (Cleistocactus)
Samaipatakaktusar (Samaipaticereus)
Stjärnkaktusar (Harrisia)
Toppkaktusar (Matucana)
Ullkaktusar (Espostoa)
Sjöborrekaktussläktet (Echinopsis)
Stjärnkaktussläktet (Harrisia)
Acanthocalycium
Arthrocereus
Brachycereus
Discocactus
Espostoopsis
Facheiroa
Haageocereus
Leocereus
Mila
Oroya
Rauhocereus
Weberbauerocereus
Yungasocereus

## Hybrider
Haagespostoa (= Espostoa × Haageocereus)